# Дом офицеров (Пермь)
Пермский гарнизонный Дом офицеров — историческое здание в Перми, построенное в 1936—1943 годах по проекту архитектора В. В. Емельянова.
В настоящее время продолжает использоваться для общественных нужд.

## История

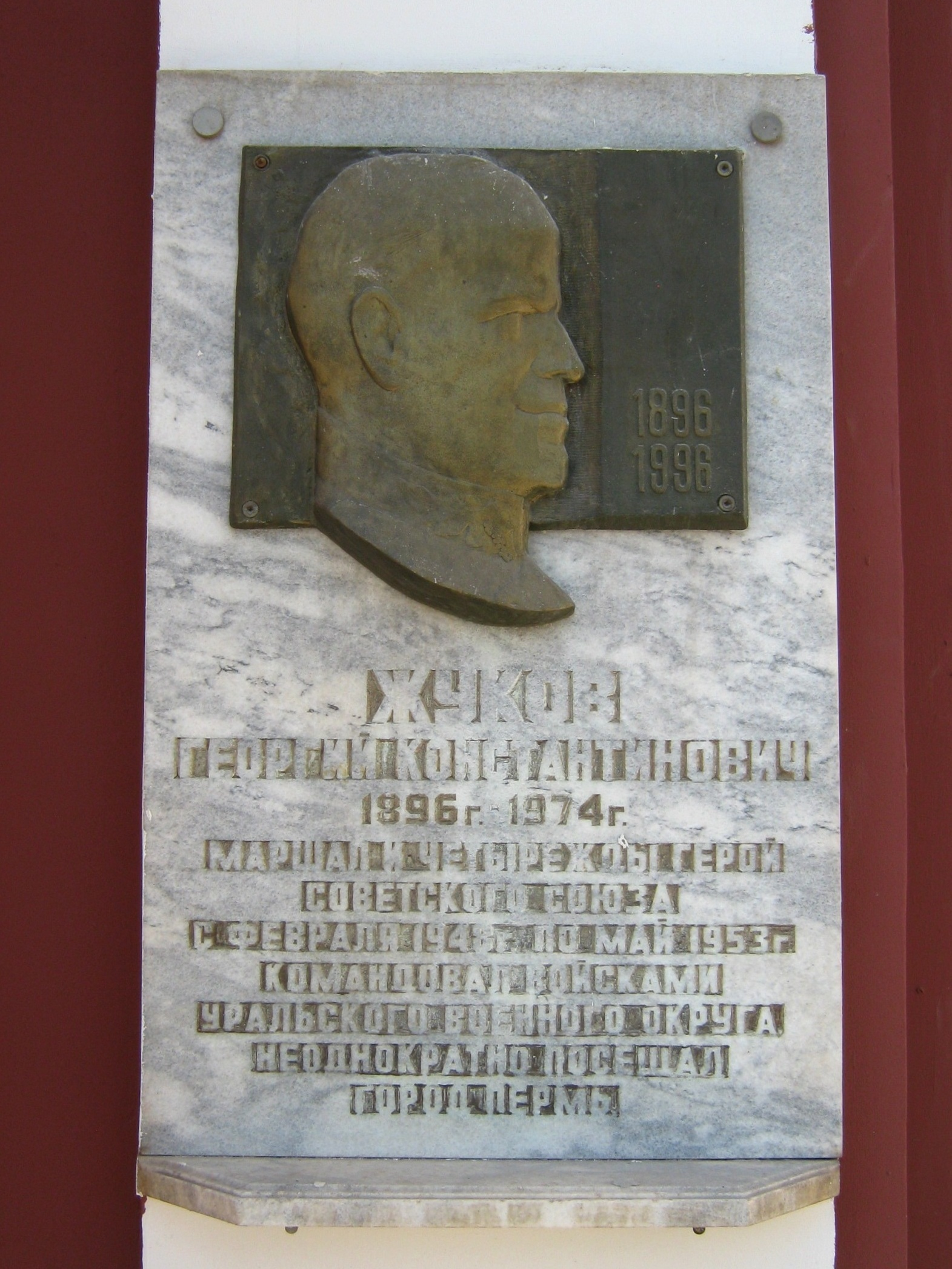
Мемориальная доска Г. К. Жукову

На месте, где располагается Дом офицеров, до Октябрьской революции находилась Сибирская площадь. На площади был разбит рынок, на котором торговали местные купцы дровами, сеном и скотом.
Строительство каменного двухэтажного здания гарнизонного Дома Красной Армии началось 6 февраля 1936 года по проекту, разработанному мастерской «Уралпроект», архитектором В. В. Емельяновым.
В период строительства во дворе стройки находился музей трофеев под открытым небом: привезенные с полей войны немецкие миномёты, противотанковые ружья, орудия со следами от пуль и снарядов.
В марте 1943 года здание Дома Красной Армии в городе Молотов было принято в эксплуатацию. В Колонном зале Дома Красной Армии не раз выступал командующий Уральского Военного Округа Г. К. Жуков. В здании также проходили концерты Пермской областной филармонии, которая в то время не имела своего помещения.

## Описание
Пермский гарнизонный Дом офицеров построен в стилистике неоклассической архитектуры («сталинский ампир»). Здание 2-3-этажное с подвалом. Главный фасад выделенный ризалитом с портиком и треугольным фронтоном выходит на аванплощадь (с 2002 года — площадь Ветеранов). Впоследствии на аванплощади были размещены мемориальные памятники в честь пермских воинских соединений, участвовавших в боях Великой Отечественной войны.

## Дом офицеров сегодня
В конце 2000-х годов Министерство обороны, владевшее зданием, передало его на баланс муниципалитета.
В настоящее время в стенах Дома офицеров проходят мероприятия для военнослужащих, а также для представителей других силовых ведомств. При учреждении есть музей боевой славы Западного Урала. Также на базе Дома офицеров работают творческие коллективы и различные кружки. Кроме того, в здании проводятся корпоративы и детские праздники.